# Mały Buczek (powiat Złotowski)
Mały Buczek is een plaats in het Poolse district  Złotowski, woiwodschap Groot-Polen. De plaats maakt deel uit van de gemeente Lipka en telt 180 inwoners.